# Pressfoto

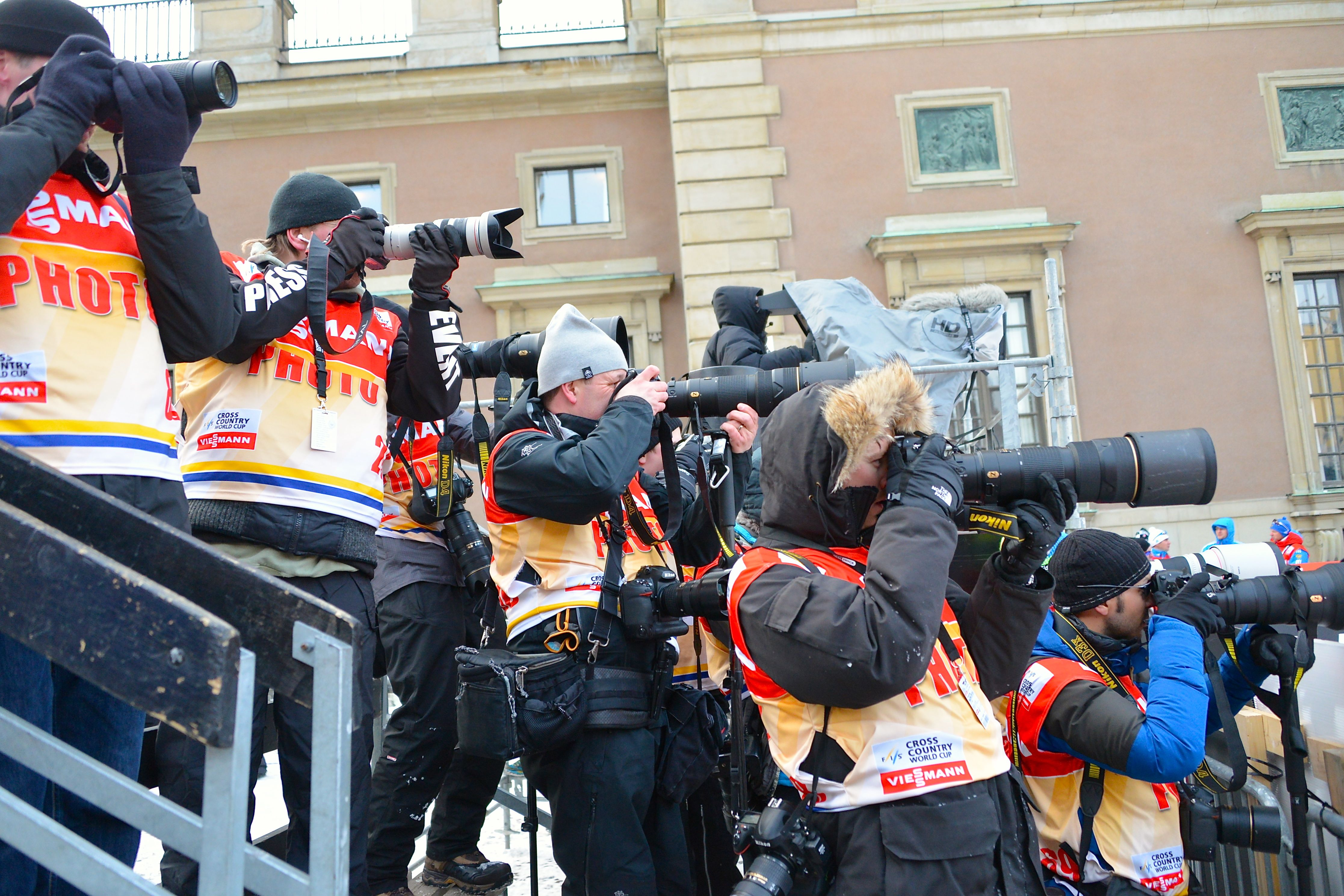
Pressfotografer vid Royal Palace Sprint i Stockholm 2013.

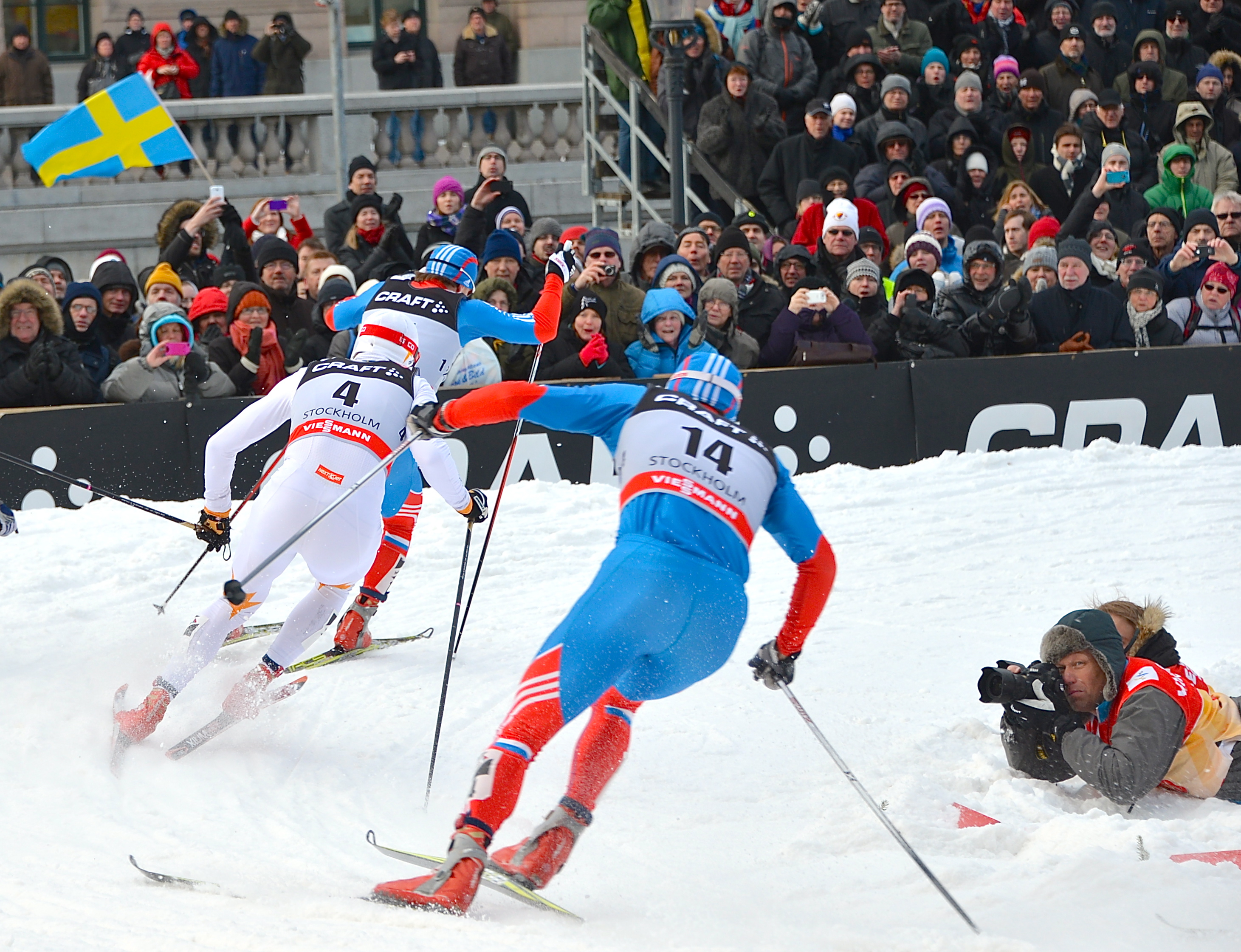
Pressfotograf på Royal Palace Sprint i Stockholm 2013.

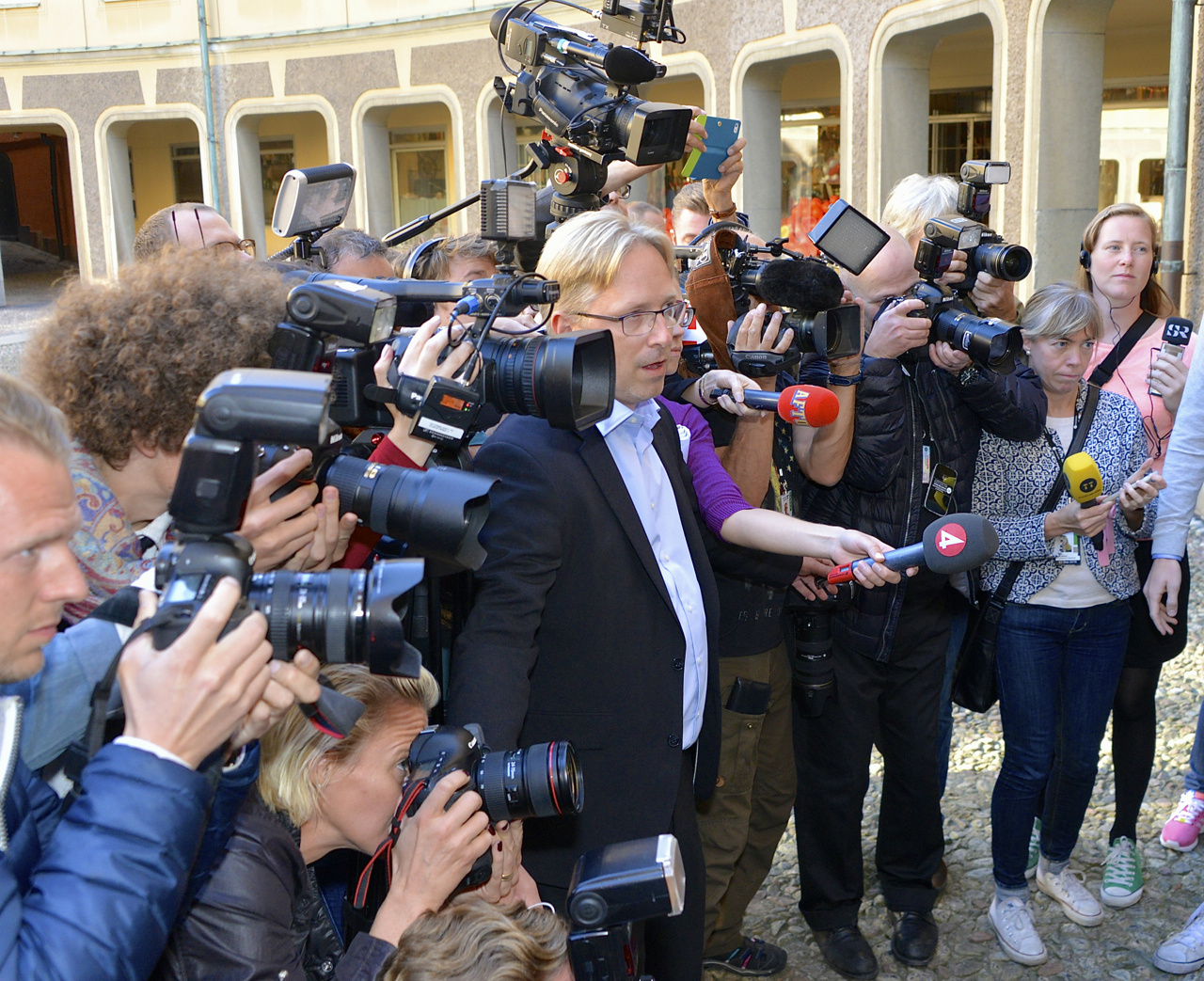
Pressuppbåd på Brantingtorget i Gamla stan i Stockholm den 15 september 2014.

Pressfoto, pressbild, är ett fotografi som används med syfte att marknadsföra någon eller något i media; främst i tryckt media såsom tidningar och tidskrifter, men också på Internet. Den som fotograferar denna typ av bilder kallas för pressfotograf.
Pressfoton används även då en journalist ska skriva en artikel om en viss person. Dessa bilder finns då ofta tillgängliga på personens webbplats och kallas ibland för "officiell bild" för att förtydliga att det är dessa som ska användas vid publicering av artiklar om personen. Det går också att hitta pressfoton hos olika bildbyråer, till exempel Scanpix. Vid publicering måste man ibland uppge pressfotografens namn.
Pressfoton förekommer ofta i bland annat musikindustrin då journalister använder denna typ av bilder på artisten eller gruppen när de skriver artiklar eller recensioner om denne.